# District de La Châteigneraye
Le district de la Chateigneraye est une ancienne division territoriale française du département de la Vendée de 1790 à 1795.
Il était composé des cantons de la Chateigneraye, la Caillere, Chantonnay, la Floceliére, la Jaudonniere, Loge Fougereuze, Mouilleron et Pouzauges la Ville.